# Cerotto transdermico
Il cerotto transdermico è una preparazione farmaceutica flessibile di varie dimensioni, contenente uno o più principi attivi, da applicare sulla pelle integra per rilasciare il medicinale alla circolazione sistemica, dopo aver attraversato la barriera cutanea.

## Descrizione
È costituito normalmente da una protezione esterna che serve da supporto ad una preparazione contenente il principio attivo. La sua superficie di rilascio è protetta da una copertura che viene rimossa prima di applicare il cerotto alla pelle.
La protezione esterna è un foglio impermeabile al farmaco e normalmente impermeabile all'acqua, con funzione di sostegno e di protezione per la preparazione. Può avere le stesse dimensioni oppure essere più larga del cerotto.
La preparazione può contenere eccipienti come stabilizzanti, solubilizzanti o sostanze destinate a modificare la velocità di rilascio o ad aumentare l'assorbimento transdermico.
Il cerotto è costituito da una matrice monostrato o multistrato solida o semisolida ed in questo caso sono la composizione e la struttura della matrice che regolano la diffusione del principio attivo alla pelle.
La matrice può contenere adesivi che assicurano l'adesione della preparazione alla pelle. La preparazione può anche essere costituita da un serbatoio semisolido, un lato del quale è costituito da una membrana che controlla il rilascio e la diffusione del principio attivo dalla preparazione.
Il cerotto transdermico, quando viene applicato alla pelle asciutta, pulita e integra, aderisce saldamente per lieve pressione della mano o delle dita e può essere staccato senza provocare danno apprezzabile alla pelle o distacco della preparazione dalla protezione esterna.
Il cerotto non deve essere irritante o sensibilizzante per la pelle, anche dopo ripetute applicazioni.
La copertura protettiva della superficie di rilascio generalmente è costituita da un foglio di materiale plastico o metallico. Quando si toglie, questa non deve staccare la preparazione (matrice o serbatoio) o lo strato adesivo dal cerotto.
I cerotti transdermici sono di norma confezionati singolarmente in sacchetti sigillati.

## Indicazioni d'uso
I cerotti transdermici a base di antinfiammatori non steroidei (FANS), ad es. diclofenac, sono indicati per il trattamento topico del dolore che coinvolge muscoli, tendini, legamenti e articolazioni. Possono essere quindi utilizzati in caso di piccoli traumi e contratture, torcicollo, tendiniti, borsiti, stati infiammatori derivanti da problemi reumatici, mal di schiena o dolori muscolari e articolari.
I cerotti medicati offrono numerosi vantaggi: non sono invasivi per il paziente, hanno una lunga durata d'azione (almeno 12 ore), raggiungono il circolo sistemico solo in concentrazioni molto basse, riducendo notevolmente gli eventi avversi gastrointestinali, renali e cardiovascolari e, infine, non manifestano interazioni tra farmaci. Tutto questo migliora l'aderenza alla terapia e li rende particolarmente indicati in certi tipi di popolazioni (anziani, cardiopatici, soggetti in politerapia ecc.).
Esistono, come prodotto da banco che non necessita di ricetta farmaceutica, dei cerotti transdermici che rilasciano dei principi erboristici attivi contro il dolore come l'arnica e l'artiglio del diavolo. Al 2025, i cerotti antidolorifici al paracetamolo non sono disponibili in Italia.
Sul mercato sono anche disponibili dei cerotti transdermici che rilasciano farmaci oppiacei, particolarmente forti ed efficaci nella gestione del dolore, che necessitano della prescrizione specialistica, ad esempio di un fisiatra. Gli oppiacei forti includono: buprenorfina, morfina solfato, l'idromorfone, il metadone, l'ossicodone, il tapentadolo, il fentanyl (80 volte più forte della morfina). Essi sono idonei solo per la gestione del dolore cronico grave, come quello oncologico, vale a dire per pazienti in cura con questo tipo di farmaci e che necessitano di un'analgesia continuativa.
Una prescrizione o un uso improprio, in particolare dei cerotti al Fentanyl, possono indurre la morte per overdose.